# Slaget vid Hoyerswerda
Slaget vid Hoyerswerda var ett mindre slag som ägde rum den 9 september 1759 under sjuårskriget mellan preussiska och österrikiska styrkor. 

## Upptakt
I september 1759 skuggade de olika arméerna från Preussen (under Fredrik II och prins Henrik), Österrike (under greve Leopold Joseph von Daun) och Ryssland (under Pjotr Saltykov) varandra i Schlesien. Genom att korsa floden Oder flera gånger i snabbt tempo lyckades Fredrik II hindra ryssarna från att ta städerna Glogau (idag Głogów) och Breslau (idag Wrocław). Han lyckades dock inte få den avgörande terrängfördelen han sökte för ett slag. 
Medan von Daun utkämpade slaget vid Kunersdorf fick han höra om österrikarnas nederlag i Sachsen mot en preussisk armé vars styrka endast var en tredjedel av den österrikiska. Han marscherade därför med sina styrkor till Görlitz och tog sig upp i höjden för att observera prins Henrik av Preussens läger. von Daun beslutade att storma lägret tidigt morgonen därpå (den 23 september).

## Femtimmarsmarschen
Samtidigt som von Daun planerade anstormningen hade prins Henrik redan gjort planer om att överge området. På lördagkvällen den 22 september tog de preussiska styrkorna ner sina tält och marscherade bort under tystnad, men lämnade vaktbålen och ett antal man kvar för att föra oljud. De satte först avmarsch mot Rothenburg (Oberlausitz) och vilade där i tre timmar. Samtidigt sprang österrikarna framåt och stormade den tomma positionen. 
von Dauns spanare rapporterade att preussarna var på väg nordväst mot Glogau. Han misstänkte en fälla och drog sig tillbaka till Bautzen; prins Henrik var dock på väg västerut till den sachsiska staden Klitten. Efter en ny tretimmarspaus följde en ny marsch på 30 km till området Hoyerswerda, där en ovetande kejsarstyrka på 3 000 man under general Wehla stod.
General Wehla hade utmärkt sig i belägringen av Dresden. Han satte sina styrkor i ställning vid Hoyerswerda som en del av försvarslinjen för att hindra de preussiska styrkorna i Sachsen och Schlesien från att sammanstråla.  

## Ur det blå

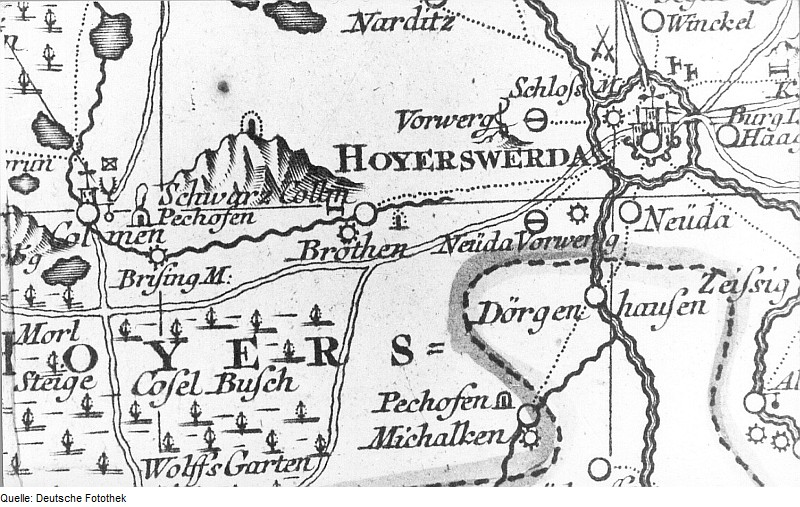
Karta från 1759 över Hoyerswerda. Slagplatsen finns utmärkt.

von Daun hade skrivit till Wehla några dagar tidigare om att det inte var någon fara för honom på österflanken. Det måste därför ha varit ett chock för honom när den preussiska förtruppen under den schweiziska generalen Lentulus gick ut ur skogen. Wehla samlade sitt kroatiska regemente och satte upp sitt artilleri, men en preussisk kanonad med god insikt plöjde genom hans kår. Efter endast ett fåtal minuter flydde österrikarna och deras general tillfångatogs. Sexhundra österrikare förlorade livet på slagmarken. von Daun blev tvungen att dra sig västerut till Sachsen för att förstärka sina styrkor där och låta de ryska allierade möta Fredrik ensam. 
Thomas Carlyle skrev i History of Friedrich II of Preussen (1858) att den preussiska marskvällen troligtvis var prins Henriks smartaste drag. Med denna operation överraskade han Daun och förstörde hans fälttåg. 